# Aechmeta indotata
Aechmeta indotata là một loài tò vò trong họ Ichneumonidae.